# Team SD Worx
Team SD Worx-Protime (Kod UCI: SDW) – holenderska profesjonalna kobieca grupa kolarska powstała w 2010 pod nazwą Dolmans-Landscaping. W latach 2012–2020 sponsorowana była przez holenderską firmę Boels Rental.

## Historia

### Nazwa grupy w poszczególnych latach
| lata      | nazwa                |
| --------- | -------------------- |
| 2010–2011 | Dolmans-Landscaping  |
| 2012      | Dolmans-Boels        |
| 2013–2020 | Boels Dolmans        |
| 2021–2023 | Team SD Worx         |
| od 2024   | Team SD Worx-Protime |

## Obecny skład (2024)
| Skład drużyny 2024           | Skład drużyny 2024   | Skład drużyny 2024 | Skład drużyny 2024                |
| Imię i nazwisko              | Data urodzenia       | Państwo            | Poprzednia grupa                  |
| ---------------------------- | -------------------- | ------------------ | --------------------------------- |
| Mischa Bredewold             | 20 czerwca 2000      | Holandia           | Parkhotel Valkenburg (2022)       |
| Niamh Fisher-Black           | 12 sierpnia 2000     | Nowa Zelandia      | Équipe Paule Ka (2020)            |
| Femke Gerritse               | 14 maja 2001         | Holandia           | Parkhotel Valkenburg (2023)       |
| Barbara Guarischi            | 10 lutego 1990       | Włochy             | Movistar Team (2022)              |
| Lotte Kopecky                | 10 listopada 1995    | Belgia             | Liv Racing (2021)                 |
| Christine Majerus            | 25 lutego 1987       | Luksemburg         | Sengers (2013)                    |
| Femke Markus                 | 17 listopada 1996    | Holandia           | Parkhotel Valkenburg (2022)       |
| Marlen Reusser               | 20 września 1991     | Szwajcaria         | Alé BTC Ljubljana (2021)          |
| Marie Schreiber              | 17 kwietnia 2003     | Luksemburg         | Acrog-Tormans/Balen BC (2023)     |
| Anna Shackley (1 sty–16 kwi) | 17 maja 2001         | Wielka Brytania    | Breeze (2020)                     |
| Lonneke Uneken               | 2 marca 2000         | Holandia           | Hitec Products-Birk Sport (2019)  |
| Chantal van den Broek-Blaak  | 22 października 1989 | Holandia           | Specialized-Lululemon (2014)      |
| Blanka Kata Vas              | 3 września 2001      | Węgry              | Doltcini-Van Eyck-Proximus (2021) |
| Demi Vollering               | 15 listopada 1996    | Holandia           | Parkhotel Valkenburg (2020)       |
| Lorena Wiebes                | 17 marca 1999        | Holandia           | Team DSM (2022)                   |
| Elena Cecchini               | 25 maja 1992         | Włochy             | Canyon-SRAM Racing (2020)         |
|                              |                      |                    |                                   |
| Źródło: ProCyclingStats      |                      |                    |                                   |